# Sam Porto
Sam Porto (Brasilia, 1995) es un tatuador y modelo brasileño. Fue el primer hombre trans en desfilar por la pasarela de la Semana de la Moda de São Paulo.
Modeló para Ellus, Cavalera y formó parte de editoriales de moda para publicaciones como Marie Claire. Sam Porto apareció en las portadas de las principales revistas de moda brasileñas. Participó en la campaña de ropa interior Proud My Calvins para Calvin Klein , que tuvo repercusión internacional, siendo publicada en el Washington Post. Sam Porto es miembro de la agencia Way Model.

## Biografía
Sam Porto nació en Brasilia en 1995. Debutó como modelo en 2019 y fue el primer hombre trans en desfilar en la São Paulo Fashion Week (SPFW). Apareció en la pasarela, arrodillándose y pidiendo respeto a las personas trans con las palabras "respeito trans" escritas en su abdomen. También posó para Mario Testino, para ALG, de Alexandre Herchcovitch, protagonizó una portada de Vogue, desfiló para Ellus, Cavalera y formó parte de editoriales de moda para publicaciones como Marie Claire. Su trabajo en el modelaje ha tenido repercusión internacional, siendo publicada en el Washington Post. Sam es miembro del elenco de Way Model y parte de ROCK MGT.
Sam Porto apareció en las portadas de las principales revistas de moda brasileñas. Participó en la campaña de ropa interior Proud My Calvins para Calvin Klein.
Luego de una foto de la presentadora e influencer Bianca Andrade en Instagram besando a Sam Porto para una campaña publicitaria, surgieron rumores de que ambos estarían teniendo una relación sentimental desde noviembre de 2022. Bianca negó el rumor en TV Fama y les dijo a los espectadores que solo era una grabación profesional.